# Wolde Giyorgis Wolde Yohannes
Tsehafi Taezaz Wolde Giyorgis Wolde Yohannes (1901 - 29 juillet 1976) est un homme politique éthiopien, important ministre sous le règne du Negusse Negest Hailé Sélassié Ier.
Né dans la province du Shoa en 1901, Wolde Giyorgis était, avant l'occupation italienne, secrétaire personnel de Hailé Sélassié  qu'il suivra dans son exil. Après la libération en 1941, il devint Tsehafi Taezaz jusqu'en 1955, il occupera en même temps les postes de Ministre de l'Intérieur (1943-1949) et Ministre de la Justice (1949-1955). Il deviendra une personnalité politiqué tellement influente qu'il sera surnommé l'« Empereur sans couronne ».
Wolde Giyorgis s'était beaucoup impliqué dans les négociations des traités anglo-éthiopiens : celui du 31 janvier 1942 et celui du 19 décembre 1944. Il s'était vivement opposé aux pressions des Britanniques qui voulaient maintenir l'Ogaden et une « Zone réservée » sous leur souveraineté. Wolde Giyorgis fut alors perçu par les officiels anglais comme « anti-britannique » alors qu'il se décrivait lui-même non pas comme « anti-quelqu'un » mais comme « pro-éthiopien ».
En 1955, Wolde Giyorgis est contraint de quitter ses différents postes, quatre personnalités ambitieuses seront nommées aux différents postes : Mekonnen Habtewold, Ras Abebe Aregai, Ras Andargachew Masai et le Major-général Mulugeta Buli. La même année, il deviendra gouverneur de l'Arsi jusqu'en 1960, puis il sera gouverneur du Gamu-Gofa (1960-1961).
En 1974, juste avant la révolution éthiopienne, il quitte son pays pour un traitement médical en Grande-Bretagne où il mourra en 1976. Il est enterré au cimetière de Kensal Green.